# Johannes Palmquist
Johannes Palmqvist, född 1805, död 1894, var en svensk pastor. Han var känd som den närkingska läsarrörelsen fader. Liksom sina yngre bröder Gustaf Palmquist och Per Palmqvist verkade han inom baptiströrelsen.

## Biografi
Palmqvist föddes 1805 i Pilabo i Norra Solberga socken i Nässjö kommun i Jönköpings län. Föräldrarna var kyrkvärden Sven Larsson och Helena Nilsdotter. Han hade sex syskon. Deras far dog när Palmqvist var ung tonåring. Modern beskrevs som "from och nitisk". Barnen växte upp i en pietistisk miljö och besökte inflytelserika väckelsepredikanter som Pehr Nyman, Peter Lorenz Sellergren och Jacob Otto Hoof.
Liksom sina bröder var Palmqvist också musikalisk. Han studerade i Stockholm till organist och lärare. I Stockholm träffade han den inflytelserika skotske Wesleyanen metodistpredikanten George Scott (som bodde och predikade i Sverige 1830–1842). 1832 blev Palmqvist kantor i Stockholm och 1834 flyttade han till Stora Mellösa där han skulle bo i flera decennier. Han arbetade först i den lokala Svenska kyrkan-församlingen som klockare (musikalisk ledare och ansvarig för musiken under gudstjänsterna och klockringningen), samt arbetadediakonalt. Palmqvist var också folkskollärare där.
Eftersom konventikelplakatet förbjöd religiösa sammankomster utanför Svenska kyrkan, började Palmqvist hålla nykterhetsmöten där han predikade vilket orsakade kontroverser och tvingade honom att 1850 lämna lärarjobbet. Han förblev dock musikledare i åtta år till. 1852 gifte han sig med Anna Stina Lindberg.
Flera år efter sina yngre bröder, 1858 döptes han och blev baptist. Samma år byggde han skola och kapell och året efter bildades en baptistförsamling i Vallby kapell söder om Stora Mellösa. Församlingen växte snabbt till 250 medlemmar. Palmqvist blev snart en nyckelperson i väckelserörelsen i Närke och han var en tidig nykterhetsaktivist. Han tjänstgjorde som baptistkyrkans pastor. 1871 flyttade han till Stockholm och blev lekmannapredikant i en baptistförsamling där. Palmqvist dog 1894.

## Eftermäle
I Stora Mellösa finns Johannes Palmquists väg.